# زيد بن جبير
زيد بن جبير بن حرمل الطائي، أحد رواة الحديث وهو ثقة، من ثقات التابعين، حديثه عن ابن عمر في الصحاح. ذكره ابن حبان في كتاب «الثقات».

## روايته للحديث النبوي
- روى عن: خشف بن مالك، وعبد الله بن عمر بن الخطاب، وأبي البختري الطائي، وأبي يزيد الضبي.
- روى عنه: إسرائيل بن يونس، والحجاج بن أرطاة، وزهير بن معاوية، وسفيان الثوري، وشعبة بن الحجاج، وأبو عوانة.[3][4]

## أقوال العلماء فيه
الجرح والتعديل
- قال أبو حاتم الرازي: ثقة صدوق
- قال أحمد بن حنبل: صالح الحديث.
- قال أحمد بن شعيب النسائي: ليس به بأس.
- قال أحمد بن صالح الجيلي: ثقة في عداد الشيوخ.
- قال ابن حجر العسقلاني: ثقة.
- قال الذهبي: ثقة.
- قال محمد بن إسماعيل البخاري: ثقة.
- قال يحيى بن معين: ثقة.
- قال يعقوب بن سفيان الفسوي: ثقة.